# Рудня (Глусский район)
Ру́дня (бел. Рудня) — деревня в составе Заволочицкого сельсовета Глусского района Могилёвской области Республики Беларусь.

## Население
- 1999 год — 38 человек
- 2009 год — 22 человека